# 79254 Tsuda
79254 Tsuda è un asteroide della fascia principale. Scoperto nel 1994, presenta un'orbita caratterizzata da un semiasse maggiore pari a 2,4873129 UA e da un'eccentricità di 0,1054629, inclinata di 2,63041° rispetto all'eclittica.